# Балка Кунжи
Балка Кунжи, Кунжі — балка (річка) в Україні у Маріупольському районі Донецької області. Ліва притока річки Кальця (басейн Азовського моря).

## Опис
Довжина балки приблизно 4,06 км, найкоротша відстань між витоком і гирлом — 3,68  км, коефіцієнт звивистості річки — 1,10 . Формується декількома балками та загатами.

## Розташування
Бере початок на південно-східній стороні від села Малоянисоль. Тече переважно на південний схід і на північно-західній околиці села Перемоги впадає у річку Калець, праву притоку річки Кальчика.

## Цікаві факти
- Біля гирла балки у селі Перемога на східній стороні на відстані приблизно 283 м пролягає автошлях Т 0523[4] (автомобільний шлях територіального значення у Донецькій області. Пролягає територією Маріупольського району, пролягає від Н20 через Кременівку — Ялту. Загальна довжина — 59,7 км.).
- У XX столітті на балці існували природні джерела та свино-тваринна ферма (СТФ)[2].